# الیور نوروود
الیور جیمز نوروود (به انگلیسی: Oliver James Norwood) (زاده ۱۲ آوریل ۱۹۹۱) بازیکن ایرلندی باشگاه هادرسفیلد تاون است. وی در انگلیس متولد شده‌است.